# Филострат Лемносский
Филострат (III) Лемносский (иногда Филострат Старший; около 190 — 230) — древнегреческий писатель времён правления римских императоров из династии Северов.

## Биография
Родился на о. Лемнос. О его жизни сохранилось очень мало сведений. Был племянником или зятем Филострата Афинского. Благодаря ему получил образование и попал в Рим. Вероятно, семейные связи помогли ему и устроиться в столице империи.
Из трудов Филострата известны лишь два — «Герои» (или «Разговоры о героях») и «Картины» («Изображения», Εἰκόνες), причём авторство полностью или частично приписывают и другим Филостратам.
В первой работе речь идёт о мифах, касающихся древнегреческих героев — участников Троянской войны. Здесь подана их своеобразная биография.
В труде «Картины» описаны 64 картины различных художников, которые были представлены в неизвестной галерее Неаполя. Филострат также дал историю картин с мифологическими объяснениями, критические замечания и анализ, однако не указал имён художников. Эта работа — очень ценный источник об античной живописи, особенно об утраченных картинах.